# مجید مولانیا
مجید مولانیا نوازندهٔ تار و آهنگساز ایرانی و سرپرست گروه سور است.
او در سی‌وسومین جشنواره موسیقی فجر (جایزه باربد) برای آهنگسازی آلبوم در عشق زنده باید مورد تقدیر قرار گرفت.

## آثار
- یار مست با صدای سالار عقیلی
- در عشق زنده باید با صدای وحید تاج
- چشم بی‌خواب با صدای حسام‌الدین سراج